# Pazifikspiele 2019/Squash
Bei den Pazifikspielen 2019 in Apia in Samoa fanden vom 8. bis 19. Juli 2019 im Squash sieben Wettbewerbe statt. Austragungsort war der Faleata Sports Complex.

## Bilanz

### Medaillenspiegel
| Platz  | Land            | Gold | Silber | Bronze | Gesamt |
| ------ | --------------- | ---- | ------ | ------ | ------ |
| 1      | Neukaledonien   | 7    | 3      | 4      | 14     |
| 2      | Samoa           | —    | 2      | 2      | 4      |
| 3      | Papua-Neuguinea | —    | 2      | —      | 2      |
| 4      | Fidschi         | —    | —      | 1      | 1      |
| Gesamt | Gesamt          | 7    | 7      | 7      | 21     |

### Medaillengewinner
| Disziplin        | Gold                               | Silber                             | Bronze                       |
| ---------------- | ---------------------------------- | ---------------------------------- | ---------------------------- |
| Herreneinzel     | Enzo Corigliano                    | Yann Lancrenon                     | Nicolas Massenet             |
| Dameneinzel      | Vanessa Quach                      | Christine Deneufbourg              | Kareen Marechalle            |
| Herrendoppel     | Enzo Corigliano Yann Lancrenon     | Lokes Brooksbank Madako Suari      | Gaël Gosse Nicolas Massenet  |
| Damendoppel      | Kareen Marechalle Christelle Nagle | Samantha Marfleet-Manu Lupe Kapisi | Caroline Quach Vanessa Quach |
| Mixed            | Christelle Nagle Yann Lancrenon    | Vanessa Quach Nicolas Massenet     | Lupe Kapisi Ivan Chewlit     |
| Herrenmannschaft | Neukaledonien                      | Papua-Neuguinea                    | Samoa                        |
| Damenmannschaft  | Neukaledonien                      | Samoa                              | Fidschi                      |